# Mausoleum
Mausoleum è un film del 1983 diretto da Michael Dugan ed interpretato da Bobbie Bresee, Marjoe Gortner, Norman Burton e LaWanda Page.
Pur non essendo stato perseguito per oscenità, il film fu sequestrato e confiscato nel Regno Unito ai sensi dell'Articolo 3 dell'Obscene Publications Act 1959 durante il panico legato ai "video nasty". Il film uscì nelle sale cinematografiche degli Stati Uniti nella primavera del 1983 e vinse successivamente il Premio Speciale della Giuria al 13° Paris Film Festival of Sci-Fi and Fantasy Films nel dicembre dello stesso anno.

## Produzione

### Riprese
Le riprese principali di Mausoleum iniziarono nel febbraio 1981 a Los Angeles. Il Promenade Mall a Woodland Hills è mostrato nel film. Secondo Michael Franzese, Mausoleum è stato prodotto e parzialmente finanziato da lui stesso e da un suo socio della mafia italiana Cosa Nostra; Franzese ha inoltre affermato che è stato il film che ha dato inizio alla sua associazione con l'industria cinematografica.

## Distribuzione

### Incassi
Il film ha avuto una distribuzione limitata nelle sale cinematografiche degli Stati Uniti ad opera della Motion Picture Marketing (MPM). È stato distribuito per la prima volta a Birmingham e Nashville, il 18 febbraio 1983. È stato distribuito a Los Angeles in diciotto cinema il 29 aprile 1983 ed ha incassato nel weekend di apertura 124.000 dollari. Il film ha poi incassato un totale nazionale lordo di 1.342.900 dollari.

### Critica
Bill O'Connor dell'Akron Beacon Journal ha dato al film una recensione negativa, scrivendo: "Ciò che è irritante di questo film è la sua assoluta mancanza di logica. Affinché un film horror ci spaventi, dobbiamo capire i parametri del mondo che stiamo guardando". Nella recensione su Variety il film venne definito come un "coinvolgente film minore sul tema della possessione demoniaca." Howard Reich del Chicago Tribune ha descritto Mausoleum come "uno dei film horror più deboli che si siano mai visti". Bill Cosford del Miami Herald ha assegnato al film una valutazione di zero stelle su cinque, ritenendolo "abbastanza brutto dall'inizio alla fine da essere ritenuto divertente per gli intenditori di film di bassa lega."
Patrice Smith dell'Evansville Courier & Press ha dato al film una recensione più favorevole, scrivendo che "presenta aspetti tecnici così raffinati che potrebbe effettivamente intrattenere i fan dei film economici di serie B di vecchia scuola" e aggiunse che la sua sceneggiatura era logica e fedele alla popolare teoria occulta.
La Blockbuster Entertainment Guide del 1998 ha assegnato al film una stella su cinque, definendolo "schlocky e sciocco". Eleanor Mannikka di AllMovie ha assegnato al film una stella e mezza su cinque, anche se lo ha ritenuto un "film horror modesto ma ben fatto."

### Home media
Mausoleum è stato distribuito in VHS e LaserDisc dalla Embassy Home Entertainment. Successivamente è stato approvato nel Regno Unito dal British Board of Film Classification (BBFC) per la distribuzione video nel marzo 1998.
Il film è stato distribuito in DVD dalla BCI Entertainment come parte della loro linea in doppia programmazione Exploitation Cinema, insieme al film Blood Song. Successivamente la Mill Creek Entertainment ripubblicò questi due film insieme in un altro DVD. Entrambe le versioni sono attualmente fuori catalogo. Il 23 novembre 2018, il film è stato restaurato e distribuito in DVD e Blu-ray dalla Vinegar Syndrome, e la versione con copertina in edizione limitata è andata esaurita in 24 ore. Nel Regno Unito, un'edizione limitata è stata distribuita il 18 dicembre 2023 dalla Treasured Films. La classificazione per questa versione è stata abbassata dal precedente certificato 18 a 15.
In Italia il film è tutt'ora inedito.

## Riconoscimenti
- 1983 - Paris Film Festival of Sci-Fi and Fantasy Films[15]
  - Premio Speciale della Giuria
- 1984 - Saturn Award
  - Candidatura alla miglior attrice a Bobbie Bresee

## Controversie legali
Nell'aprile del 1981 Morton Green, che originariamente possedeva i diritti sulla storia del film, fece causa ai produttori esecutivi del film, Jerry Zimmerman e Robert Barich, per violazione del contratto e frode sostenendo che lo avevano ingiustamente licenziato dalla regia del film, per il quale gli era stato promesso un compenso di 60.000 dollari. Green chiese il suo stipendio originale oltre ad 1 milione di dollari di danni morali. Zimmerman e Barich vennero successivamente accusati di nove altri reati tra cui furto aggravato e cospirazione per aver presumibilmente acquistato bagagli e altri articoli da importatori di Los Angeles senza però averli pagati.
Dopo l'uscita del film, il finanziatore Michael Zide ha intentato un'altra causa contro la Western International Pictures, la società di produzione del film, rivendicando la proprietà di "tutti i diritti nazionali e accessori" del film.